# Jack Ryan (postać fikcyjna)
Jack Ryan, właściwie sir  John Patrick Ryan Sr. (ur. 17 maja 1950) – postać fikcyjna, stworzona przez Toma Clancy’ego, która jest bohaterem wielu jego powieści sensacyjnych i nakręconych na ich podstawie filmów.

## Życiorys
Jack Ryan jest historykiem, analitykiem CIA, zastępcą dyrektora CIA. Odznaczony Krzyżem Komandorskim Królewskiego Orderu Wiktoriańskiego w nagrodę za uratowanie następcy tronu brytyjskiego przed atakiem terrorystów. Odbył służbę w Korpusie Piechoty Morskiej Stanów Zjednoczonych. Odszedł ze służby po wypadku lotniczym w czasie ćwiczeń u wybrzeży Krety, w którym doznał rozległych obrażeń. Wykładał historię w Akademii Marynarki Wojennej Stanów Zjednoczonych w Annapolis, w stanie Maryland. Zwerbowany do CIA zostaje asystentem dyrektora ds. Wywiadu by następnie przejąć jego stanowisko. Po odejściu ze służby państwowej wypoczywa, by wrócić i objąć pozycję doradcy ds. Bezpieczeństwa Narodowego. W nagrodę za organizację działań w konflikcie z Japonią mianowany zostaje wiceprezydentem USA, by następnie zająć miejsce zmarłego tragicznie prezydenta.
Niektóre powieści Toma Clancy’ego zostały zekranizowane, a w rolę Jacka Ryana wcieliło się jak dotąd pięciu aktorów: Alec Baldwin, Harrison Ford, Ben Affleck, Chris Pine oraz John Krasinski.

## Powieści
| Rok wydania | Tytuł oryginalny          | Tytuł polski                      | Chronologia fabuły | Współautor      |
| ----------- | ------------------------- | --------------------------------- | ------------------ | --------------- |
| 1984        | Hunt for Red October      | Polowanie na Czerwony Październik | 4                  |                 |
| 1987        | Patriot Games             | Czas patriotów                    | 2                  |                 |
| 1988        | Cardinal of the Kremlin   | Kardynał z Kremla                 | 5                  |                 |
| 1989        | Clear and Present Danger  | Stan zagrożenia                   | 6                  |                 |
| 1991        | Sum of All Fears          | Suma wszystkich strachów          | 7                  | Dan Fogelman    |
| 1993        | Without Remorse           | Bez skrupułów                     | 1                  |                 |
| 1994        | Debt of Honor             | Dług honorowy                     | 8                  |                 |
| 1996        | Executive Orders          | Dekret                            | 9                  |                 |
| 1997        | Rainbow Six               | Tęcza Sześć                       | 10                 |                 |
| 2000        | Bear and the Dragon       | Niedźwiedź i smok                 | 11                 |                 |
| 2002        | Red Rabbit                | Czerwony królik                   | 3                  |                 |
| 2003        | Teeth of the Tiger        | Zęby tygrysa                      | 12                 |                 |
| 2010        | Dead or Alive             | Poszukiwany żywy lub martwy       | 13                 | Grant Blackwood |
| 2011        | Locked On                 | Wyścig z czasem                   | 14                 | Mark Greaney    |
| 2012        | Threat Vector             | Wektor zagrożenia                 | 15                 | Mark Greaney    |
| 2013        | Command Authority         | Zwierzchnik                       | 16                 | Mark Greaney    |
| 2014        | Support and Defend        | Tryumf postprawdy                 | 17                 | Mark Greaney    |
| 2014        | Full Force and Effect     | Z pełną mocą i skutkiem           | 18                 | Mark Greaney    |
| 2015        | Under Fire                | brak                              | 19                 | Grant Blackwood |
| 2015        | Commander in Chief        | brak                              | 20                 | Mark Greaney    |
| 2016        | Duty and Honor            | brak                              | 21                 | Grant Blackwood |
| 2016        | True Faith and Allegiance | brak                              | 22                 | Mark Greaney    |
| 2017        | Point of Contact          | brak                              | 23                 | Mike Maden      |
| 2017        | Power and Empire          | Władza i imperium                 | 24                 | Marc Cameron    |
| 2018        | Line of Sight             | brak                              | 25                 | Mike Maden      |
| 2018        | Oath of Office            | brak                              | 26                 | Marc Cameron    |
| 2019        | Enemy Contact             | brak                              | 27                 | Mike Maden      |
| 2019        | Code of Honor             | brak                              | 28                 | Marc Cameron    |

## Ekranizacje
| Rok  | Tytuł polski                      | Tytuł oryginalny          | Aktor          |
| ---- | --------------------------------- | ------------------------- | -------------- |
| 1990 | Polowanie na Czerwony Październik | The Hunt for Red October  | Alec Baldwin   |
| 1992 | Czas patriotów                    | Patriot Games             | Harrison Ford  |
| 1994 | Stan zagrożenia                   | Clear and Present Danger  | Harrison Ford  |
| 2002 | Suma wszystkich strachów          | The Sum of All Fears      | Ben Affleck    |
| 2014 | Jack Ryan. Teoria Chaosu          | Jack Ryan: Shadow Recruit | Chris Pine     |
| 2018 | Jack Ryan                         | Tom Clancy's Jack Ryan    | John Krasinski |